# Brandberg, Tyrolen
Brandberg är en ort och kommun i distriktet Schwaz i förbundslandet Tyrolen i Österrike. I söder gränsar kommunen till Italien.